# Cryptotis venezuelensis
Cryptotis venezuelensis és una espècie d'eulipotifle de la família de les musaranyes. És endèmica del nord de Veneçuela, on viu en selves nebuloses situades a entre 2.100 i 2.238 msnm. Es tracta d'una espècie de Cryptotis de mida mitjana, amb una llargada de cap a gropa de 72–84 mm, una cua de 33–34 mm i un pes de 9–11 g. El pelatge dorsal és gris fosc, mentre que la zona ventral és més pàl·lida. El seu nom específic, venezuelensis, significa ‘veneçolà’ en llatí.